# Farsot (roman)
Farsot (eng. The Dead) är den andra romanen i Charlie Higsons serie De levande döda. Föregående roman i serien är Fienden och nästföljande är Fruktan. Liksom i Fienden utspelar sig Farsot i ett postapokalyptisk London i modern tid. Dock utspelar sig historien cirka ett år före händelserna i Fienden, alldeles efter att katastrofen har börjat.

## Handling
De bästa vännerna Jack och Ed har, tillsammans med nitton andra barn från närområdet, barrikaderat och sökt skydd i sin skola, Rowhurst, ifrån de sjuka lärarna och andra vuxna. Dock så inser de att deras tillvaro är ohållbar. Deras provisoriska skydd kommer inte att hålla länge till och maten har tagit slut. Efter att de har gett sig av så lyckas de rädda Matthew Palmer och några andra barn, som hade ockuperat skolkapellet, från kolmonoxidförgiftning efter att de tänt en eld för att hålla sig varma.
Det visar sig snart att Jack, Ed och Matthew kommer att gå skilda vägar. Matthew påstår sig ha fått en uppenbarelse om någon han kallar "Lammet" när han låg utslagen av kolmonoxidförgiftningen. Han är övertygad om att Lammet kommer att rädda dem och att de ska möta honom i Sankt Pauls-katedralen. Jack planerar att slå följe med honom, på väg till sitt barndomshem i Clapham, sydvästra London. Ed, å andra sidan, bestämmer sig för att ge sig ut på landet, där han tror att det måste finnas mer mat och vatten.

## Karaktärer
- Archie Bishop
- Chris Marker
- Ed Carter
- Jack
- Matthew Palmer: grundare till en ny religion som baserar sig på Uppenbarelseboken, vilket ger honom öknamnet "Mad Matt".
- Frederique Morel
- Bam